# Marco Belotti
Marco Belotti (Brescia, 29 de noviembre de 1988) es un deportista italiano que compitió en natación, especialista en el estilo libre.
Ganó dos medallas en el Campeonato Mundial de Natación en Piscina Corta de 2014 y una medalla de oro en el Campeonato Europeo de Natación en Piscina Corta de 2008.
Participó en tres Juegos Olímpicos de Verano, entre los años 2008 y 2016, ocupando el cuarto lugar en Pekín 2008, en las pruebas de 4 × 100 m libre y 4 × 200 m libre.

## Palmarés internacional
| Campeonato Mundial en Piscina Corta | Campeonato Mundial en Piscina Corta | Campeonato Mundial en Piscina Corta | Campeonato Mundial en Piscina Corta |
| Año                                 | Lugar                               | Medalla                             | Prueba                              |
| ----------------------------------- | ----------------------------------- | ----------------------------------- | ----------------------------------- |
| 2014                                | Doha (Catar)                        | Medalla de plata                    | 4 × 200 m libre                     |
| 2014                                | Doha (Catar)                        | Medalla de bronce                   | 4 × 100 m libre                     |
| Campeonato Europeo en Piscina Corta |                                     |                                     |                                     |
| Año                                 | Lugar                               | Medalla                             | Prueba                              |
| 2008                                | Rijeka (Croacia)                    | Medalla de oro                      | 4 × 50 m estilos                    |